# آشاغی‌کارااورن (کازان)
آشاغی‌کارااورن (به لاتین: Aşağıkaraören) یک منطقهٔ مسکونی در ترکیه است که در کازان، آنکارا واقع شده‌است. آشاغی‌کارااورن ۱۳۳ نفر جمعیت دارد.